# Seth Condrey
Seth Condrey (Greenroad, Carolina del Sur, Estados Unidos, 24 de noviembre de 1983) es un cantante de música cristiana contemporánea. Hasta la fecha ha lanzado cinco producciones musicales: tres en español y dos en inglés. En 2008, su álbum De corazón a corazón ganó un Premio Dove en la categoría álbum en español del año.

## Trayectoria
Seth Condrey es el primogénito de una familia que viajaba por los Estados Unidos dirigiendo alabanzas. Cuando tuvo catorce años, su familia adoptó a un niño venezolano llamado Charlie Buitrago, con quien aprendería un poco el idioma español. Poco después, emprendió un viaje misionero a Nueva York, donde nace su deseo de aprender y cantar en español. Cuando era adolescente, participaba como baterista de una banda; sin embargo aprendió a tocar guitarra y comenzó a escribir canciones, a la vez que desarrollaba su canto. A los dieciocho, viajó a Argentina, donde permaneció durante casi un año.
En 2002, grabó su primer álbum independiente titulado My All, con el apoyo de su tío Mark Balltzigler. Logró hablar en español con fluidez gracias a su asistencia al instituto "Palabra de Vida" y a una universidad cristiana argentina. También cursó estudios cristianos junto a su hermano Charlie en la Universidad de North Greenville. Más tarde, se mudó junto a su familia a Georgia, debido a que su padre fue elegido como pastor en la iglesia de Woodstock. En esa congregación conoce a Scotty Wilbanks de Newsong y Barry Landis.
En marzo de 2006, Seth viajó a Houston, Texas para firmar con la discográfica CanZion, sello con el cual produce su primer álbum en español, titulado De corazón a corazón de 2007. Las canciones fueron compuestas por él, por su hermano Charlie y por Adrián Cepeda. Poco después, Seth contrajo matrimonio con la puertorriqueña Jessica Torres, con quien tiene tres hijos, Titus, Jonás y Lilia. Ese mismo año se une a Koch Entertainment. En 2008, consigue un Premio Dove en la categoría de álbum en español del año.
Entre 2009 y 2010, Seth lanzó Mi vida entera y More Than I See. En 2012 produjo su quinta producción discográfica titulada North Point en Vivo con Seth Condrey, de la cual se desprende el sencillo «Tú reinas».
En la actualidad, vive junto a su familia en San José Costa Rica como misionero, donde desempeña la función de director de alabanza de la congregación OpenHouse, iglesia compañera de la iglesia North Point Community Church e iglesias aliadas en Atlanta.

## Discografía
- My All (2004)
- De corazón a corazón (2007)
- Mi vida entera (2009)
- More Than I See (2010)
- North Point en Vivo con Seth Condrey (2012)
- Keeps On Changing (2013)
- Worship Sessions EP Vol 1 (2014)
- Worship Sessions EP Vol 2 (2015)
- Él es Cristo, North Point en vivo con Seth Condrey y Amigos (2017)

## Premios y nominaciones
| Año  | Premio          | Categoría                             | Trabajo nominado                     | Resultado |
| ---- | --------------- | ------------------------------------- | ------------------------------------ | --------- |
| 2008 | Premios Arpa    | Mejor álbum vocal masculino           | De corazón a corazón                 | Nominado  |
| 2008 | Premios Arpa    | Lanzamiento del año solista           | De corazón a corazón                 | Nominado  |
| 2008 | Premios Arpa    | Mejor álbum de cantautor              | De corazón a corazón                 | Nominado  |
| 2008 | GMA Dove Awards | Álbum en español del año              | De corazón a corazón                 | Ganador   |
| 2007 | Premios AMCL    | Canción mensaje                       | «De corazón a corazón»               | Nominado  |
| 2008 | Premios AMCL    | Álbum juvenil del año                 | De corazón a corazón                 | Nominado  |
| 2008 | Premios AMCL    | Álbum pop/contemporáneo del año       | De corazón a corazón                 | Ganador   |
| 2008 | Premios AMCL    | Artista revelación del año            | Seth Condrey                         | Nominado  |
| 2008 | Premios AMCL    | Canción revelación del año            | «De corazón a corazón»               | Nominado  |
| 2008 | Premios AMCL    | Álbum revelación del año              | De corazón a corazón                 | Ganador   |
| 2008 | Premios AMCL    | Videoclip revelación del año          | De corazón a corazón                 | Nominado  |
| 2009 | Premios AMCL    | Álbum de alabanza y adoración del año | Mi vida entera                       | Nominado  |
| 2012 | Premios AMCL    | Álbum en vivo del año                 | North Point en Vivo con Seth Condrey | Nominado  |
| 2013 | Premios AMCL    | Álbum góspel contemporáneo del año    | Keeps On Changing                    | Nominado  |